# Pobrež
Pobrež is een plaats in Slovenië en maakt deel uit van de gemeente Oplotnica in de NUTS-3-regio Podravska. De plaats telde 141 inwoners op 1 januari 2020.